# Gene Lyons
Gene Lyons, est un acteur américain né le 9 février 1921 à Pittsburgh (Pennsylvanie) et mort le 8 juillet 1974 à Hollywood (Californie). Il est surtout connu pour son rôle du commissaire de police Dennis Randall dans la série L'Homme de fer (1967-1975).

## Carrière
Gene Lyons a commencé sa carrière en devenant étudiant au prestigieux Actor's Studio de Lee Strasberg à la fin des années 1940. Il devient ensuite un acteur régulier pour le nouveau média qu'est la télévision en 1950 en apparaissant dans de nombreuses séries télévisées tournées en direct. À l'exception de sa participation à quatre longs métrages cinéma, l'acteur a essentiellement constitué sa filmographie en travaillant exclusivement pour la télévision.

## Vie privée
Gene Lyons a été un certain temps lié romantiquement à Grace Kelly bien avant qu'elle ne devienne la star de cinéma reconnue et par la suite Princesse de Monaco. Dans la vie comme au travail, il était aussi un ami proche de Raymond Burr.

## Décès
L'acteur a connu durant toute sa vie un problème d'alcoolisme qui selon les médecins a aussi eu un impact sur sa mort. Il est enterré au cimetière catholique de Calvary à Pittsburgh.

## Filmographie

### Télévision

#### Années 1950
- 1950 : Actors Studio (série TV) : Rôle sans nom
- 1950 : The Web (série TV) : rôle sans nom
- 1950-1951 : Suspense (série TV) (3 épisodes) : Tom Peyser / Steve / Richardson
- 1951 : Crime Syndicated (série TV) : rôle sans nom
- 1951 : Kraft Television Theatre (série TV) : rôle sans nom
- 1951 : Danger (série TV) : rôle sans nom
- 1951 : Treasury Men in Action (série TV) : rôle sans nom
- 1952 : Robert Montgomery Presents (série TV) : rôle sans nom
- 1952 : Goodyear Television Playhouse (en) (série TV) : rôle sans nom
- 1952 : Kraft Television Theatre (série TV) (2 épisodes) : rôles sans noms
- 1952 : Studio One (série TV) : rôle sans nom
- 1952 : Short Short Dramas (série TV) : rôle sans nom
- 1952 : The Philco Television Playhouse (série TV) (2 épisodes) : Anson Hunter / rôle sans nom
- 1953 : You Are There (série TV) : Francis Rotch
- 1953 : Goodyear Television Playhouse (en) (série TV) : rôle sans nom
- 1953 : The Trip to Bountiful (téléfilm) de Vincent J. Donehue : rôle sans nom
- 1953 : Armstrong Circle Theatre (série TV) : rôle sans nom
- 1953 : Eye Witness (série TV) : rôle sans nom
- 1953 : The Philco Television Playhouse (série TV) (2 épisodes) : rôle sans nom / Cassio
- 1953 : Studio One (série TV) : Sergent Paul Cochran
- 1953 : The Web (série TV) : rôle sans nom
- 1954 : Woman With a Past (série TV) : Steve Rockwell
- 1954 : Goodyear Television Playhouse (en) (série TV) : rôle sans nom
- 1954 : Studio One (série TV) : rôle sans nom
- 1954 : Kraft Television Theatre (série TV) (2 épisodes) : rôles sans noms
- 1955 : Goodyear Television Playhouse (en) (série TV) (2 épisodes) : Ben / Cole Newton
- 1955 : Appointment With Adventure (série TV) : rôle sans nom
- 1956 : The Alcoa Hour (en) (série TV) : Harry Banning
- 1956 : Goodyear Television Playhouse (en) (série TV) : rôle sans nom
- 1957 : Kraft Television Theatre (série TV) (2 épisodes) : rôles sans noms
- 1958 : The Millionaire (série TV) : Michael Holm
- 1958 : Rendezvous (série TV) : rôle sans nom
- 1959 : Deadline (série TV) : Scher
- 1959 : Have Gun-Will Travel (série TV) : Sam Tuttle

#### Années 1960
- 1960 : La Quatrième Dimension (The Twilight Zone) (série TV) : Un psychiatre
- 1960 : Gunsmoke (série TV) : Frank Cumbers
- 1960 : The DuPont Show with June Allyson (série TV) : Docteur Donald Kaler
- 1960 : Les Incorruptibles (The Untouchables) (série TV) : Willie Asher
- 1960 : Naked City (série TV) : Toby Tennant
- 1960 : One Step Beyond (série TV) : Sam Blake
- 1961 : Shotgun Slade (série TV) : Monsieur Collins
- 1961 : Hong Kong (série TV) : Tommy Richmond
- 1961 : The Americans (série TV) : Colonel Elgin
- 1961 : Have Gun-Will Travel (série TV) : Merton
- 1961-1962 : Outlaws (série TV) (2 épisodes) : Jack Wilbur / Wim Squires
- 1962 : Stoney Burke (série TV) : Clyde Lampert
- 1963 : The Dick Van Dyke Show (série TV) : Ray Murdock
- 1963 : Le Virginien (The Virginian) (série TV) : Shériff Jonathan Ballard
- 1963 : Ben Casey (série TV) : Bradford Fletcher
- 1963 : Alcoa Premiere (en) (série TV) : Litchfield
- 1963 : The Dakotas (série TV) : John Volk
- 1963 : Suspicion (The Alfred Hitchcock Hour) (série TV) : Howard Raydon
- 1963 : ''Le Fugitif (The Fugitive) (série TV) : (Billet pour l'Alaska) (Ticket to Alaska) : Paul Vale
- 1963 : La route des rodéos (Wide Country) (série TV) : Jack Higby
- 1963-1964 : The Great Adventure (en) (série TV) (2 épisodes) : Merier / Docteur Aspenwall
- 1964 : Gunsmoke (série TV) : Fletcher
- 1964 : ''Le Fugitif (The Fugitive) (série TV) : (Man in a Chariot)  : Art McNeil
- 1964 : Profiles in Courage (série TV) : Samuel Adams
- 1964 : Suspicion (The Alfred Hitchcock Hour) (série TV) (2 épisodes) : Robert McBain / Max Wilding
- 1965 : Les Aventuriers du Far West (Death Valley Days) (série TV) : Hugh Rawlins
- 1965 : Bob Hope Presents The Chrysler Theatre (série TV) : Paul Lepson
- 1965 : Perry Mason (série TV) (épisode: "The Case of the Wrathful Wraith"): Ralph Balfour
- 1965 : Slattery's People (série TV) (2 épisodes) : Walter Norris / Lou Shepley
- 1966 : Ben Casey (série TV) : Bradford Fletcher
- 1966 : Les Espions (I Spy) (série TV) : Tom Keith
- 1966 : Bonanza (série TV) : Taylor Daniels
- 1967 : Star Trek (série TV) : Ambassadeur Fox
- 1967 : L'Homme de fer (Ironside) (téléfilm) de James Goldstone : Commissaire Dennis Randall
- 1967-1969 : L'Homme de fer (Ironside) (série TV) : Commissaire Dennis Randall
- 1967 : Bob Hope Presents The Chrysler Theatre (série TV) : rôle sans nom
- 1967 : Judd, for the Defense (série TV) : Martin Forsythe
- 1967 : Les Envahisseurs (The Invaders) (série TV) (épisode : "L'ennemi") : Sawyer
- 1967 : Sur la piste du crime (The FBI) (série TV) : Ludwig
- 1968 : Les Envahisseurs (The Invaders) (série TV) (épisode : "La fugitive") ("The Pursued")  : John Corwin

#### Années 1970
- 1970-1974 : L'Homme de fer (Ironside) (série TV) : Commissaire Dennis Randall
- 1970 : Sur la piste du crime (The FBI) (série TV) : Phil Garrett
- 1972 : Sur la piste du crime (The FBI) (série TV) : rôle sans nom

### Cinéma
- 1957 : The Young Don't Cry de Alfred L. Werker : Max Cole
- 1959 : Kiss Her Goodbye de Albert Lipton : Corey Sherman
- 1965 : L'Enquête (Sylvia) de Gordon Douglas : Gavin Cullen
- 1969 : La Boîte à chat (Daddy's Gone A-Hunting) de Mark Robson : Docteur Blanker